# Новооржицька селищна рада
Новооржицька селищна рада — орган місцевого самоврядування в Оржицькому районі Полтавської області з центром у смт Новооржицьке. Окрім Новооржицького, раді не підпорядковано населених пунктів.

## Історія
Утворено 1 березня 1980 року.

## Влада
Загальний склад ради — 16
Селищні голови (голови селищної ради)
- Буркацька Олена Миколаївна[1]

31.10.2010 — зараз